# Lozice
Lozice (en allemand : Lositz) est une commune du district de Chrudim, dans la région de Pardubice, en République tchèque. Sa population s'élevait à 159 habitants en 2022.

## Géographie
Lozice se trouve à 3 km au nord du centre de Luže, à 17 km à l'est-sud-est de Chrudim, à 22 km au sud-est de Pardubice et à 115 km à l'est-sud-est de Prague.
La commune est limitée par Jenišovice au nord, par Luže à l'est et au sud, et par Rosice à l'ouest.

## Histoire
La première mention écrite de la localité date de 1131.

## Galerie

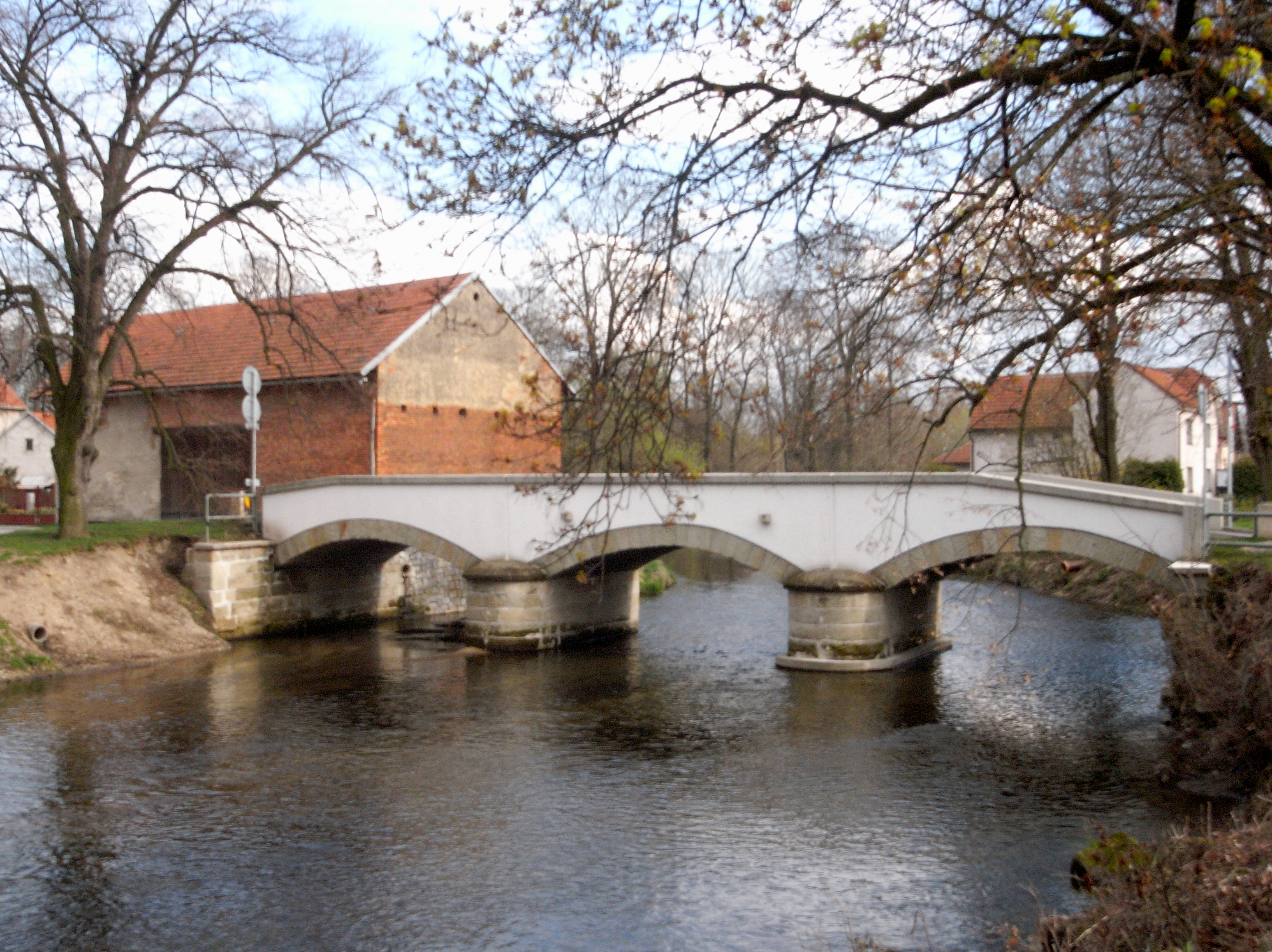
Pont en pierre à Lozice.
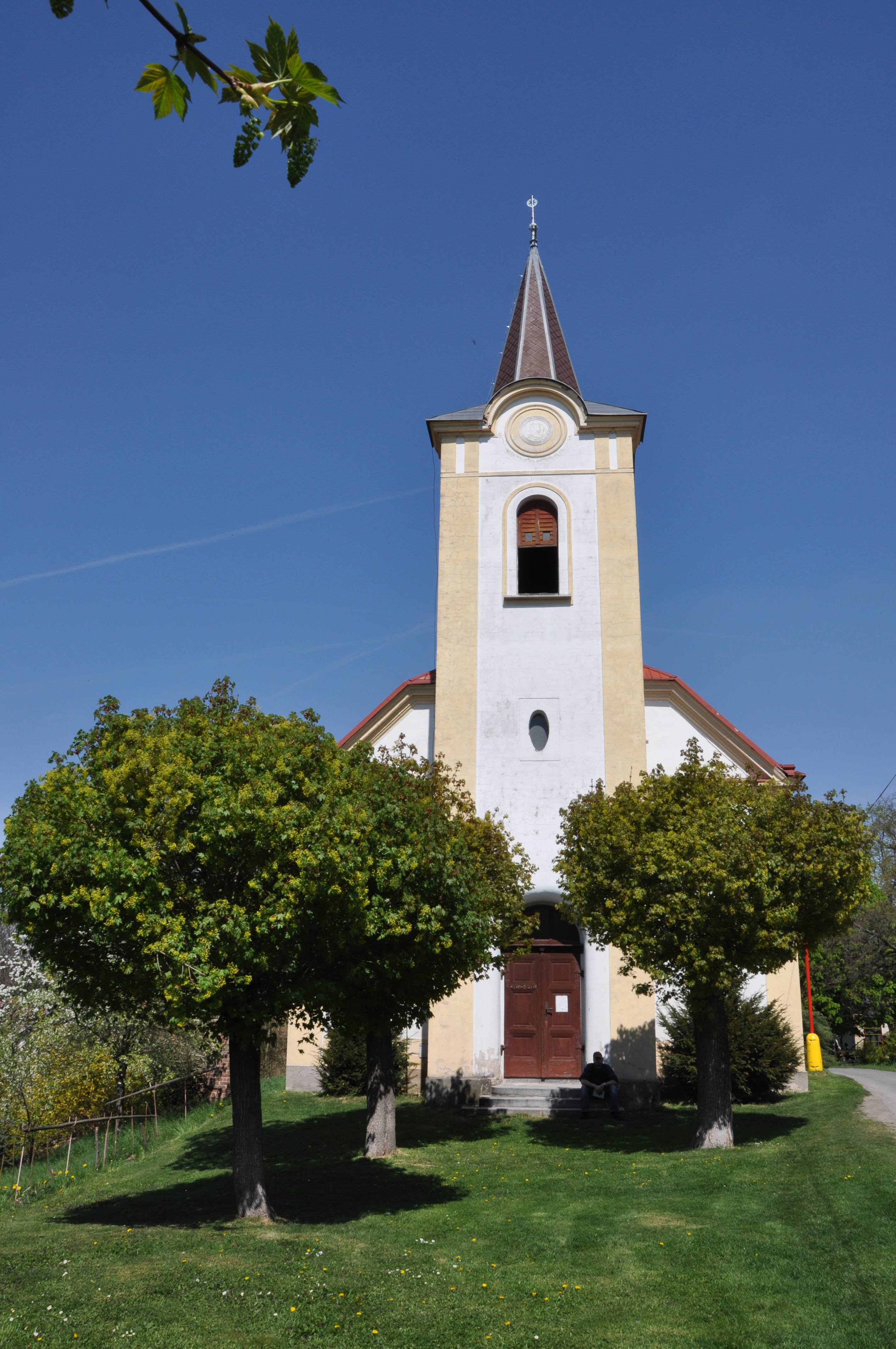
Église évangélique.
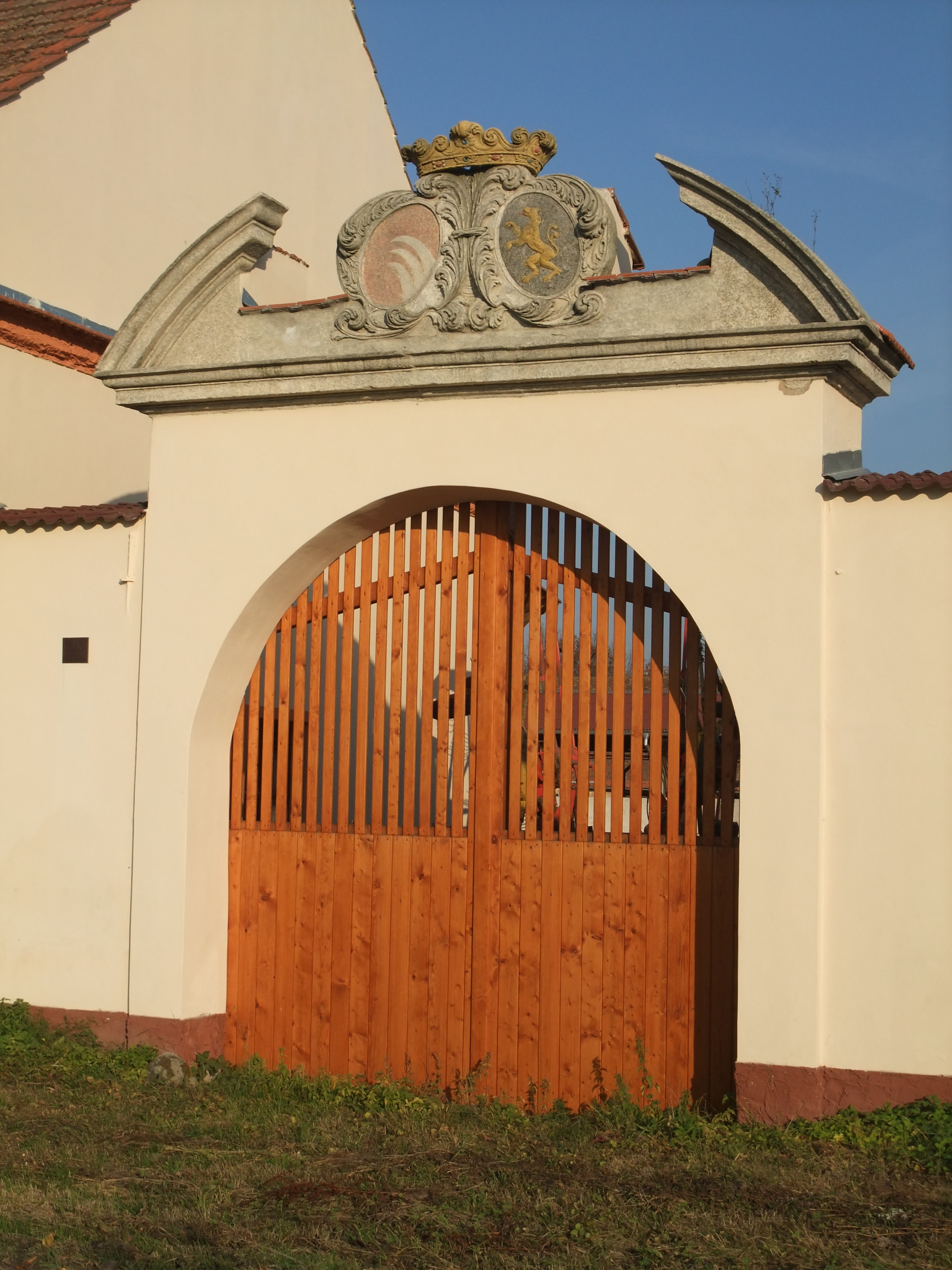
Portail d'une propriété rurale.

## Transports
Par la route, Lozice se trouve à 3 km de Luže, à 9 km de Chrast, à 20 km de Chrudim, à 26 km de Pardubice et à 137 km de Prague. 